# Springtide

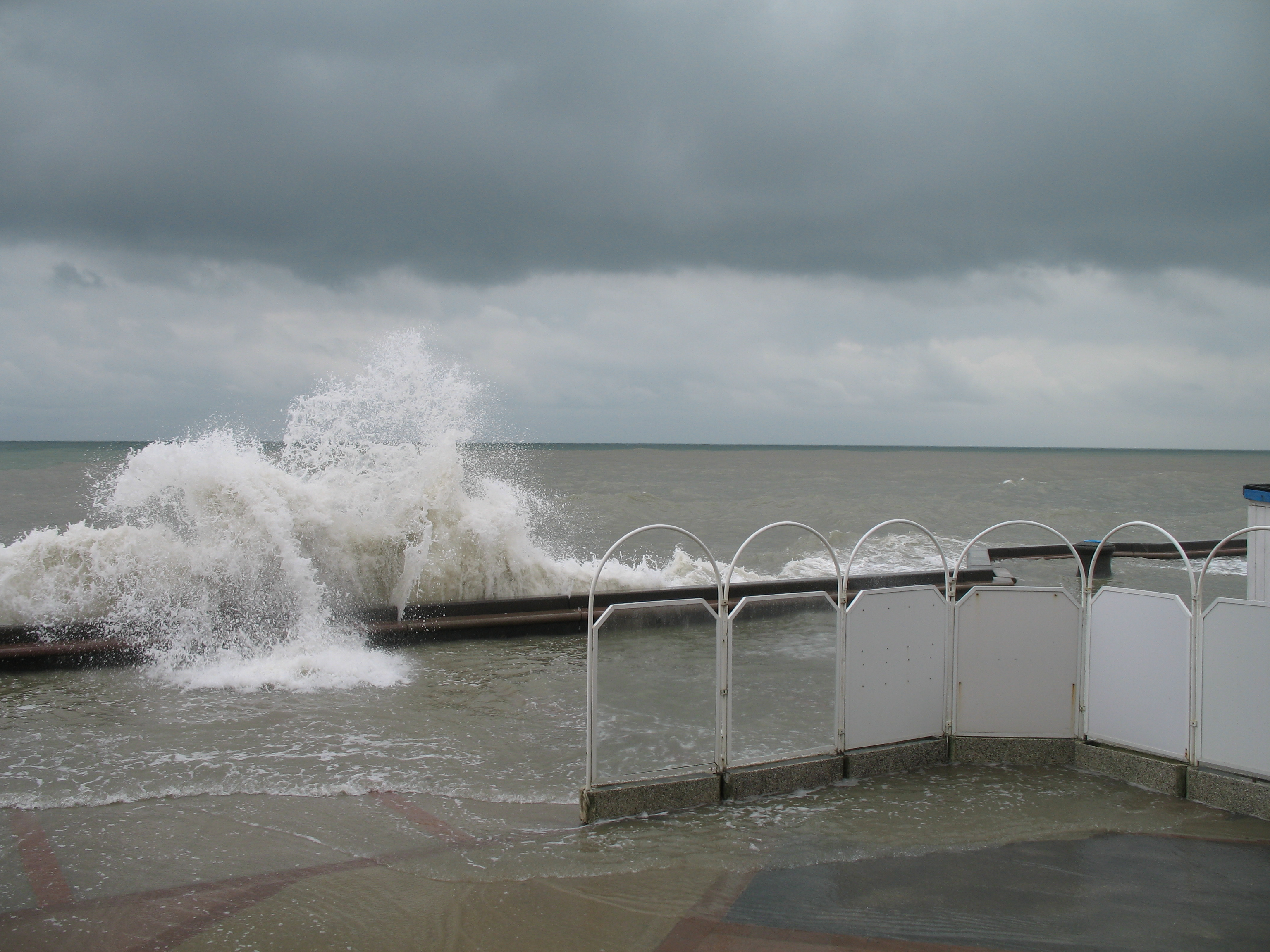
Springtide in Wimereux (Frankreich)

Als Springtide, teilweise fachlich ungenau Springflut, wird eine Tide mit besonders großem Tidenhub bezeichnet. Ihr Hoch- und Niedrigwasser fallen infolge einer besonderen Sonne-Erde-Mond-Konstellation stärker aus als im Mittel. Das Springhochwasser (SpHW) ist höher als das mittlere Tidehochwasser und das Springniedrigwasser (SpNW) niedriger als das mittlere Tideniedrigwasser. Das Gegenteil zur Springtide ist die Nipptide mit besonders kleinem Tidenhub.

## Ursache

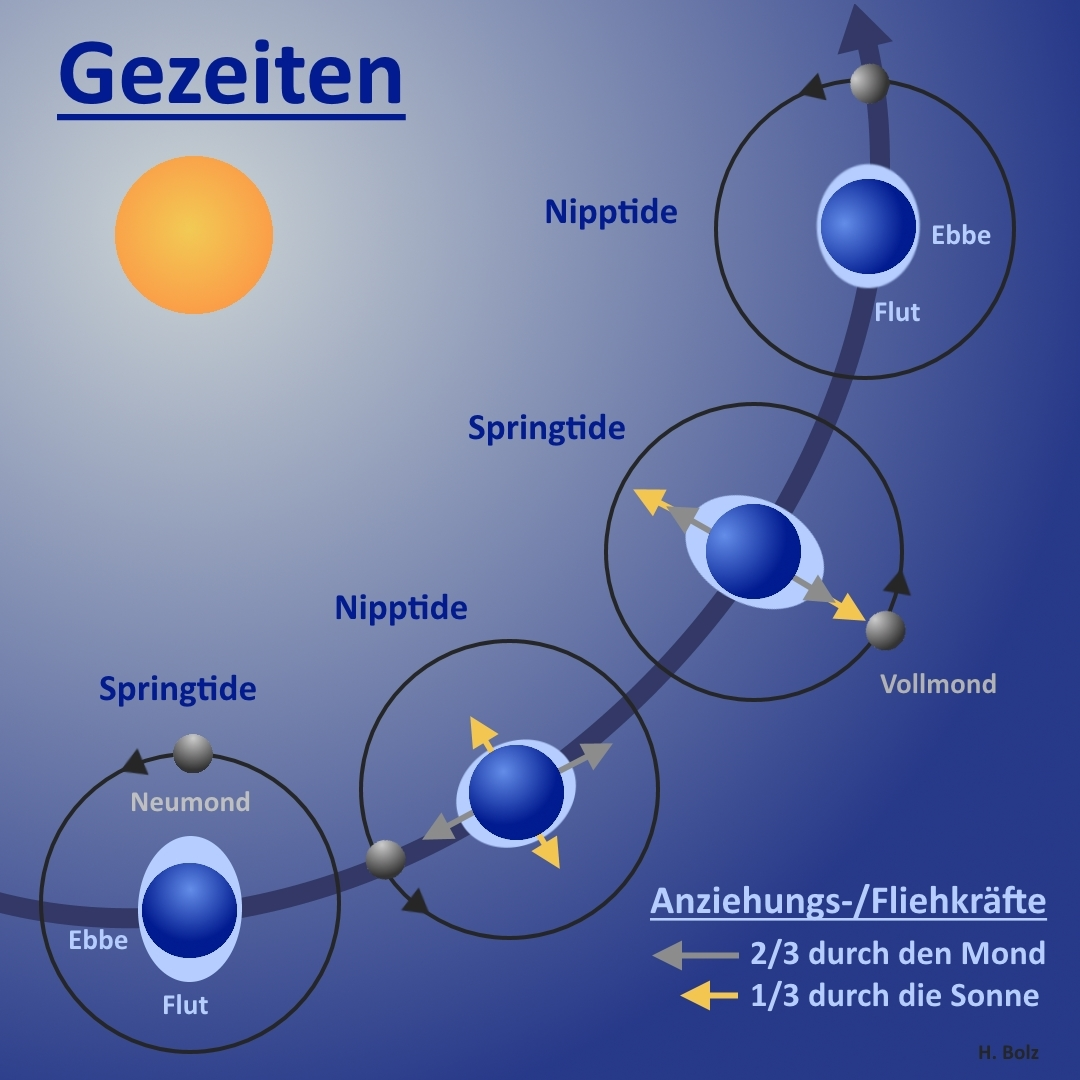
Stärke der Tide in Abhängigkeit von der Mondphase

Verursacht wird die Springtide durch besonders starke Gezeitenkräfte, die sowohl durch Anziehungskräfte als auch durch Fliehkräfte bei der Drehung um den gemeinsamen Schwerpunkt entstehen. Etwa  zwei Drittel der Kräfte werden durch den Mond und ein Drittel durch die Sonne verursacht. Befinden sich Sonne, Mond und Erde auf einer Geraden, so addieren sich diese Kräfte und erzeugen auf der Erde stärkere Flutberge in Richtung Mond aber auch auf der Rückseite. Gleichzeitig bildet sich ein verstärktes Niedrigwasser in übrigen Bereichen der Erde. Eine Springtide entsteht also sowohl bei Vollmond, wenn die Erde zwischen Sonne und Mond (Opposition) steht, als auch bei Neumond, wo der Mond zwischen Sonne und Erde (Konjunktion) steht. Bei Halbmond wirken die Kräfte von Sonne und Mond hingegen in unterschiedliche Richtungen und die Tide fällt deutlich geringer aus (Nipptide).

## Auswirkung
Normalerweise ist eine Springtide eine eher unauffällige Erscheinung, bei der das Hochwasser nur einige Zentimeter höher aufläuft als normal. Da bei Springtide auch das Niedrigwasser niedriger als normal ausfällt, kommt es insgesamt zu einer stärkeren Gezeitenbewegung. Dies kann sich dann, z. B. an Meerengen, etwa zwischen Insel und Festland, in einer Zunahme des Gezeitenstroms bemerkbar machen. In schmalen Buchten oder in Flussmündungen kann es dabei sogar zu einer sichtbaren Gezeitenwelle kommen, so dass die Springflut ausnahmsweise als Naturereignis unmittelbar sichtbar wird.
Besonders stark wird eine Springflut, wenn der Wasserstand durch auflandigen Wind weiter erhöht wird.

## Springverspätung
Durch den monatlichen Umlauf des Mondes kommt es alle 14 Tage zur Springtide. Die Auswirkung auf die Tide verzögert sich, in der Deutschen Bucht beispielsweise um ein bis drei Tage, gegenüber der Position von Sonne und Mond. Diese Verspätung wird Springverspätung genannt.

## Mittleres Springhochwasser
Das Mittlere Springhochwasser (MSpHW, englisch Mean High Water Springs, kurz MHWS) ist der Hochwasserstand in einem Gezeitenrevier, der während der Springzeit, also etwa bei Vollmond und Neumond, im Mittel über 20 Jahre gemessen, den durchschnittlich höchsten Stand erreicht. Es beschreibt den höchsten regulären Wasserstand, also abgesehen von einzelnen Hochwasserereignissen als Ausnahmezustand. Es wird zur Grundlage zur Bezeichnung von Durchfahrtshöhen für Schiffe unter Meeresbrücken verwendet.